# Osteitis Condensans Ilii
Osteitis Condensans Ilii er en fortætning af knoglen på iliacsiden af sacroiliacleddet i bækkenet.